# Expo 67
De wereldtentoonstelling van 1967 werd gehouden in Montréal onder de naam Expo 67. Het was de 29e universele wereldtentoonstelling en werd door het Bureau International des Expositions geclassificeerd als algemene tentoonstelling van de eerste categorie, een destijds gehanteerde sub-categorie van universele wereldtentoonstelling. De Expo 67, ook bekend als 1967 International and Universal Exposition, werd gehouden van 21 april tot 27 oktober 1967.
Expo 67 wordt gezien als een van de succesvolste wereldtentoonstellingen van de 20e eeuw. Er waren 62 landen vertegenwoordigd en er kwamen meer dan 50 miljoen bezoekers. Tevens werd het record voor meeste bezoekers op een dag gevestigd: 569.000 geregistreerde bezoekers.

## Geschiedenis
Het idee om Expo 67 te organiseren in Canada ontstond reeds in 1956. In 1958 maakte senator Mark Drouin de plannen officieel bekend, met als achterliggende gedachte dat de wereldtentoonstelling een mooi onderdeel kon vormen van Canadian Centennial; een reeks van festiviteiten die in 1967 werden georganiseerd.
Oorspronkelijk zou de tentoonstelling plaatsvinden in Moskou ter viering van het 50-jarig jubileum van de Russische Revolutie, maar om verschillende redenen besloten de Sovjets af te zien van de organisatie. Zodoende kreeg Canada in 1962 de tentoonstelling toegewezen. Eerst werd Toronto uitgekozen als locatie, maar politici aldaar waren tegen dit plan dus werd Montréal uitgekozen als alternatief.
Aanvankelijk kreeg het project niet veel steun van de Canadese politiek, maar Montréals burgemeester, Jean Drapeau, en een team van nieuwe managers maakten dat het evenement toch kon doorgaan.
Meerdere locaties werden uitgekozen voor de tentoonstelling, waaronder Mount Royal Park. Drapeau kwam echter met het idee om een heel nieuw eiland aan te laten leggen in de St. Lawrence-rivier. Hiermee werd voorkomen dat gemeentes konden protesteren tegen de komst van de tentoonstelling op hun grondgebied. Het Île Saint Helène is de samenvoeging van drie natuurlijke eilanden, St. Pierre, St. Helène en La ronde, het Île Nôtre Dame is een kunstmatig eiland aangelegd met het materiaal dat in 1965 vrijkwam bij het boren van de Metro van Montréal.

## Thema's
De organisatoren bedachten zeventien thema-elementen voor de tentoonstelling
- Du Pont Auditorium of Canada: de filosofische en wetenschappelijke thema’s van de tentoonstelling.
- Habitat 67
- Labyrinth
- Man and his Health
- Man in the Community
- Man the Explorer: Man, his Planet and Space; Man and Life; Man and the Oceans; Man and the Polar Regions
- Man the Creator: De galerij voor schone kunsten; beeldhouwkunst; Industrial Design; Fotografie.
- Man the Producer: Grondstoffen, controle en vooruitgang.
- Man the Provider:

## Deelnemende landen
De organisatie van de Expo mikte op de deelname van 125 landen, half 1965 hadden 52 landen toegezegd en uiteindelijk namen de volgende 60 landen deel:
- Afrika: Algerije, Kameroen, Tsjaad, Congo, Ivoorkust, Ethiopië, Gabon, Ghana, Kenia, Madagaskar, Marokko, Mauritius, Nigeria, Rwanda, Senegal, Tanzania, Togo, Tunesië, Oeganda, en Opper-Volta
- Azië: Ceylon, China (Taiwan), Korea, India, Iran, Israël, Japan, Myanmar, Thailand en de Verenigde Arabische Emiraten.
- Australië
- Cariben: Barbados, Grenada, Haïti, Cuba, Jamaica, Trinidad en Tobago
- Europa: België, Denemarken, Finland, Frankrijk, Duitsland, Griekenland, IJsland, Italië, Joegoslavië, Monaco, Nederland, Noorwegen, Oostenrijk, Tsjecho-Slowakije, Verenigd Koninkrijk, Zweden, Zwitserland en de Sovjet-Unie.
- Latijns-Amerika: Guyana, Venezuela
- Noord-Amerika: Canada, Mexico, en de Verenigde Staten

Naast deze landen namen ook de Verenigde Naties en de Europese Gemeenschap deel aan de Expo

## Het terrein

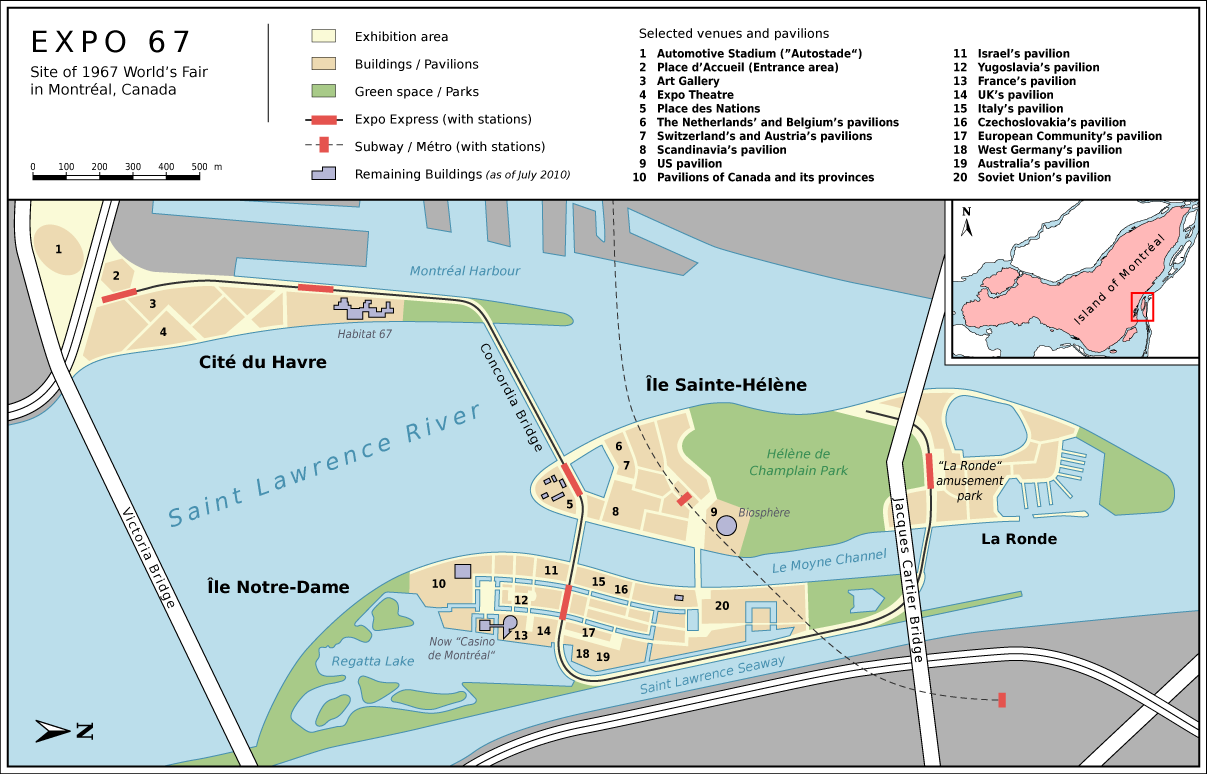
Plattegrond van het terrein op de eilanden in de St.Lawrence

De totale oppervlakte van de tentoonstelling bedroeg 365 hectare verdeeld over vier gebieden.
Deze vier gebieden, Cité du Havre, Place des Nations (de zuidkant van Île Sainte Hélène), Île Notre Dame en La Ronde (de noordkant van Île Sainte Hélène) werden onderling verbonden door de Expo Express. Op Expo 67 waren 90 paviljoens aanwezig zowel van de verschillende landen als voor verschillende thema's en van bedrijven. Rond de Place des Nations en op het Île Notre Dame verzorgde een monorail de verbinding tussen de paviljoens. Drie bruggen verbonden het Île Sainte Hélène en het Île Notre Dame. De middelste hiervan lag tussen het Amerikaanse en het Sovjet paviljoen en werd ook door de monorail gebruikt. Het Île Sainte Hélène is aan de zuidkant door de 690 meter lange concordiabrug verbonden met de Cité du Havre, het schiereiland bij de ingang. Aan de noordkant kon vanaf La Ronde via de Jacques Cartierbrug het vasteland worden bereikt. Place des Nations kon eveneens worden bereikt met de Metro van Montréal, station Île Sainte Hélène, tegenwoordig station Jean Drapeau. Bezoekers konden ook gebruikmaken van de Aeroglisseur (Hovercraft) voor een rechtstreekse verbinding tussen Cité du Havre en La Ronde.

### Expo Express
De 5,7 kilometer lange spoorlijn had een station in elk van de vier gebieden en bij de ingang, de Place d'Accueil. De treinen van de Expo Express reden volautomatisch, maar omdat gevreesd werd dat de bezoekers niet in een computergestuurde trein zouden stappen werden wagenmeesters meegestuurd om de deuren te sluiten voor het vertrek van de trein. Ondanks het korte traject legden de treinen ruim 3000 km per dag af. De dienstregeling voorzag in één trein per vijf minuten.

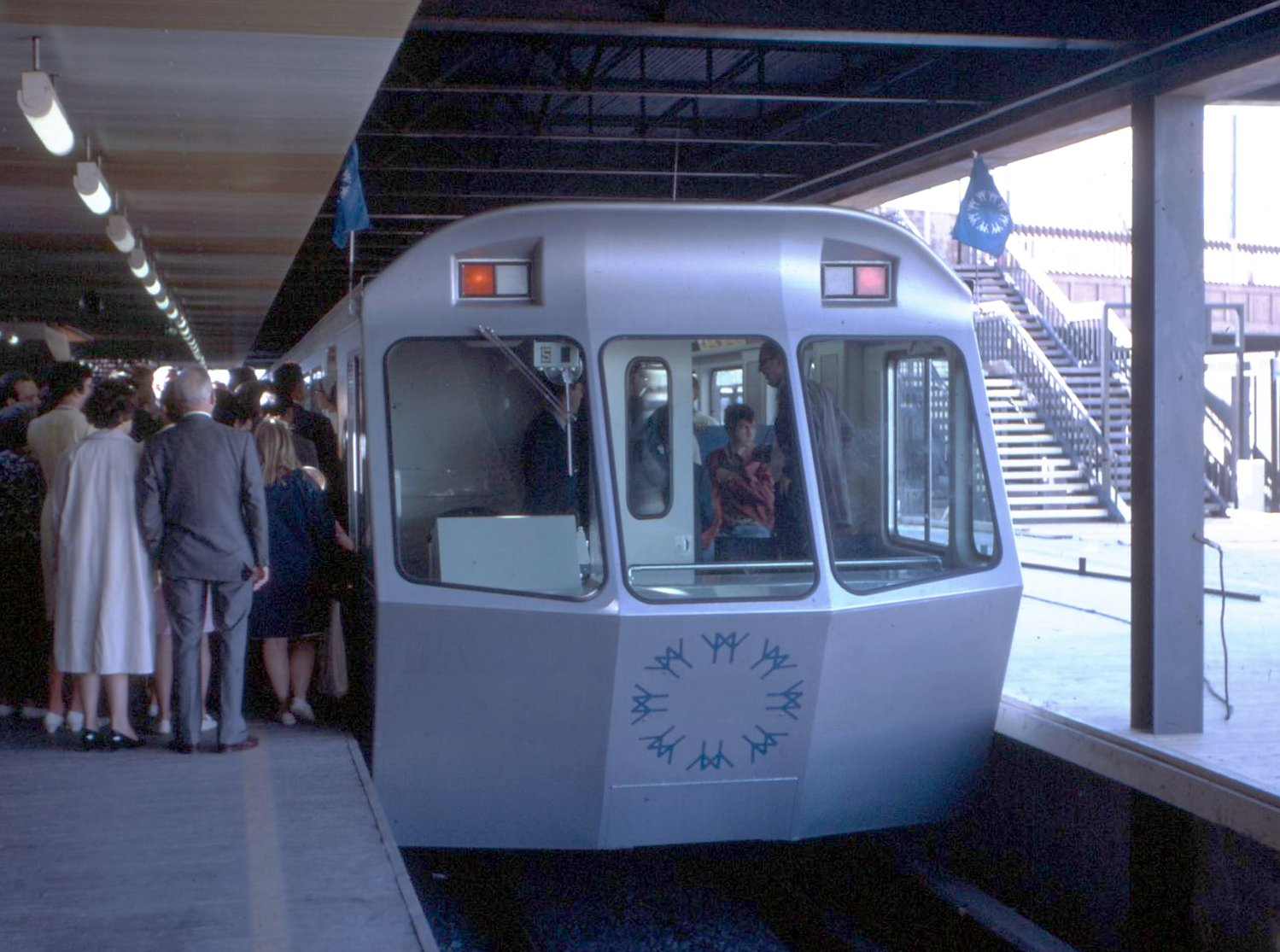
De Expo Express in station Place d'Accueil
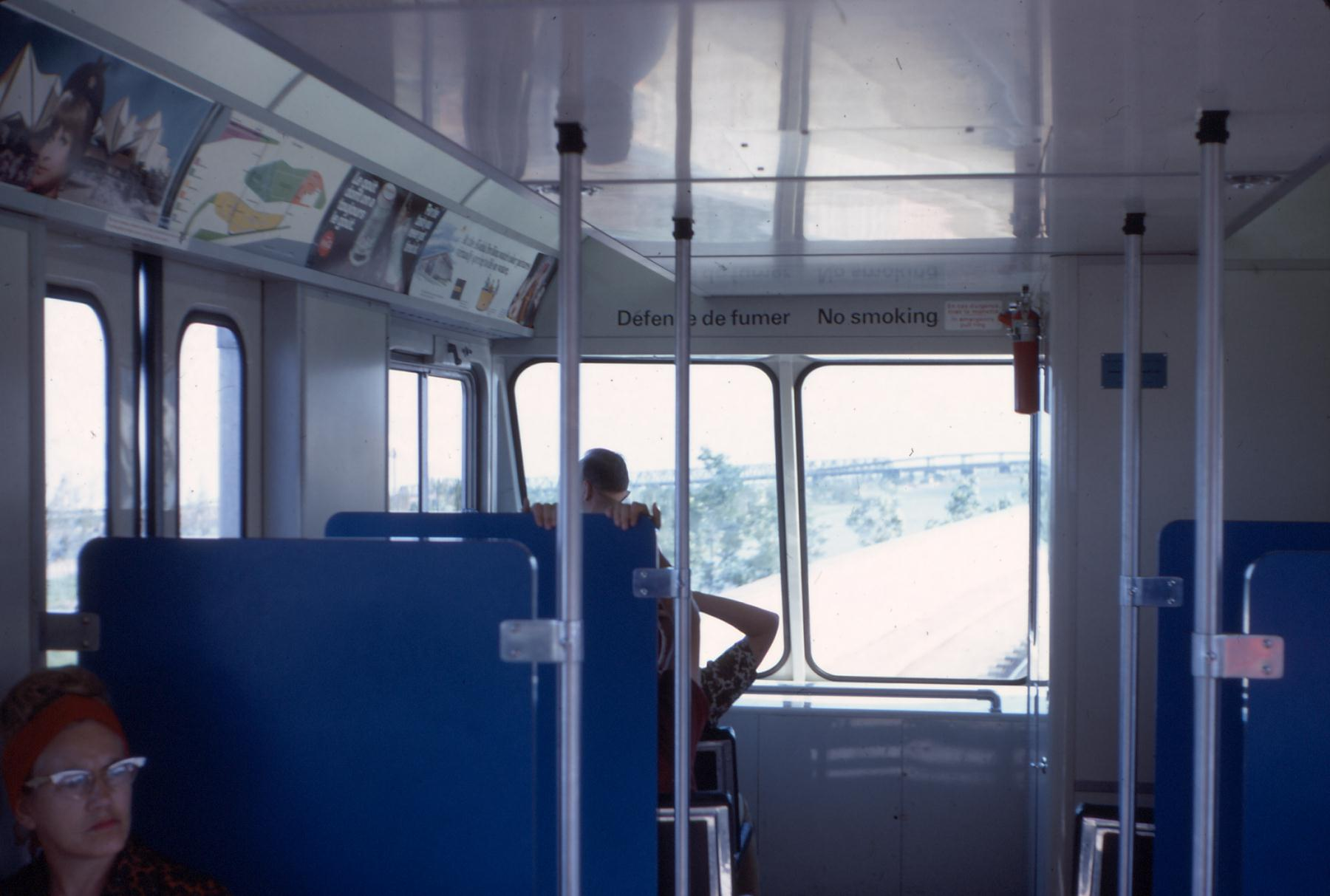
Interieur van de Expo Express voorzijde
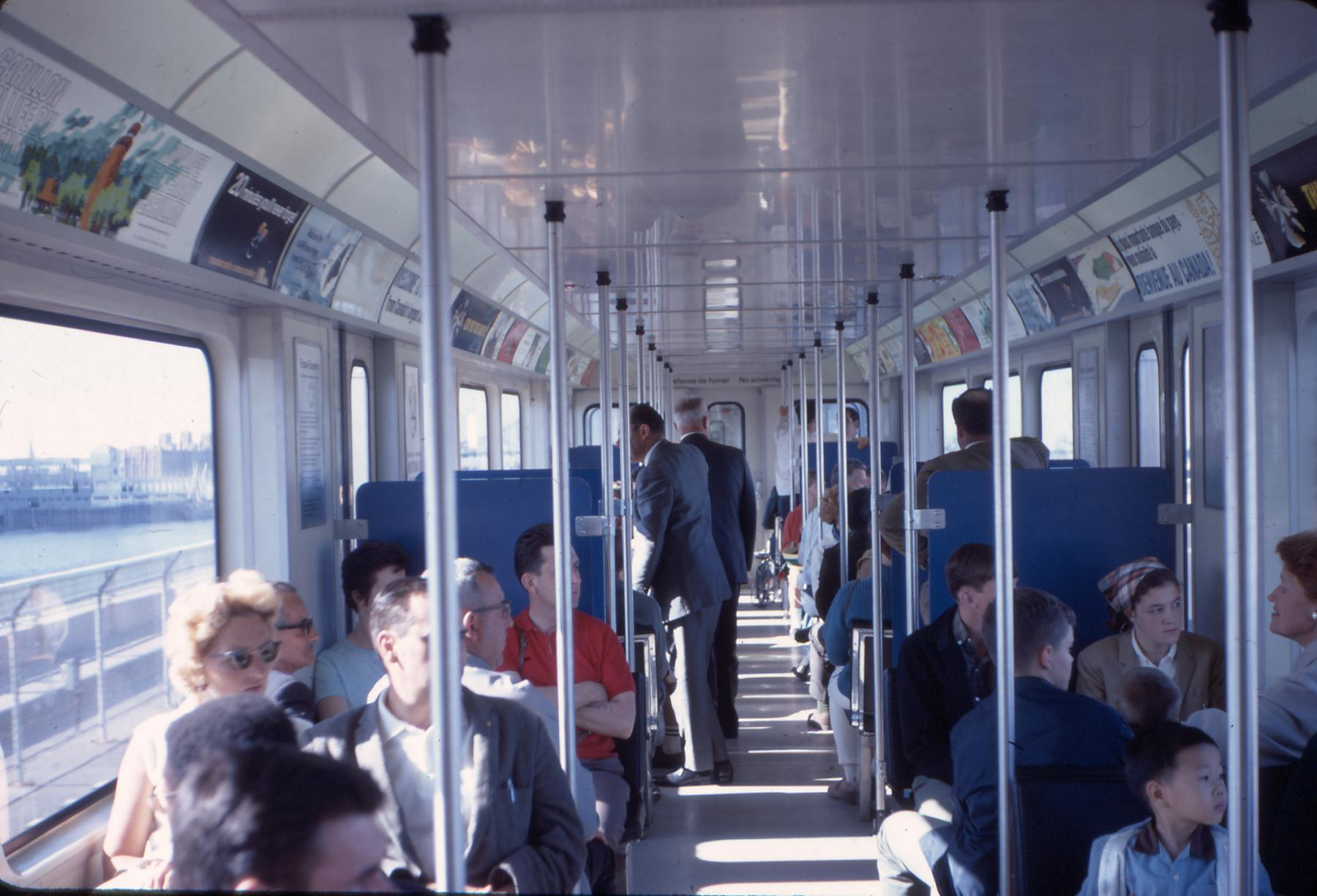
Interieur van de Expo Express
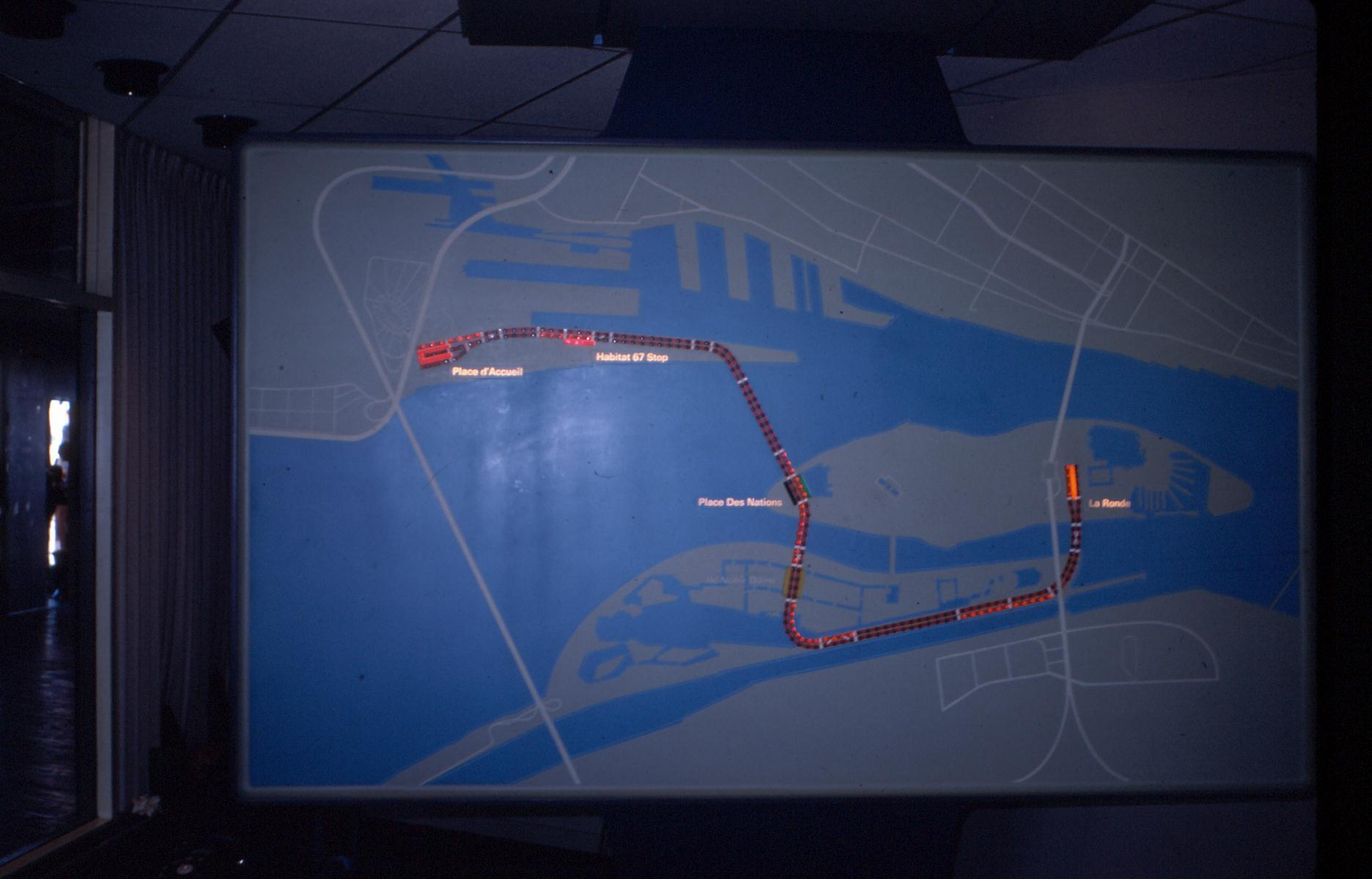
Het traject over het Expo terrein

### Cité du Havre
De paviljoens in de Cité du Havre kregen de nummers 2xx en bestonden uit ontvangst en administratie gebouwen van de Expo en een aantal thema paviljoens. Een van de paviljoens was Habitat 67, een appartementencomplex dat vandaag de dag nog altijd in gebruik is. Dit werd ontworpen door Moshe Safdie.

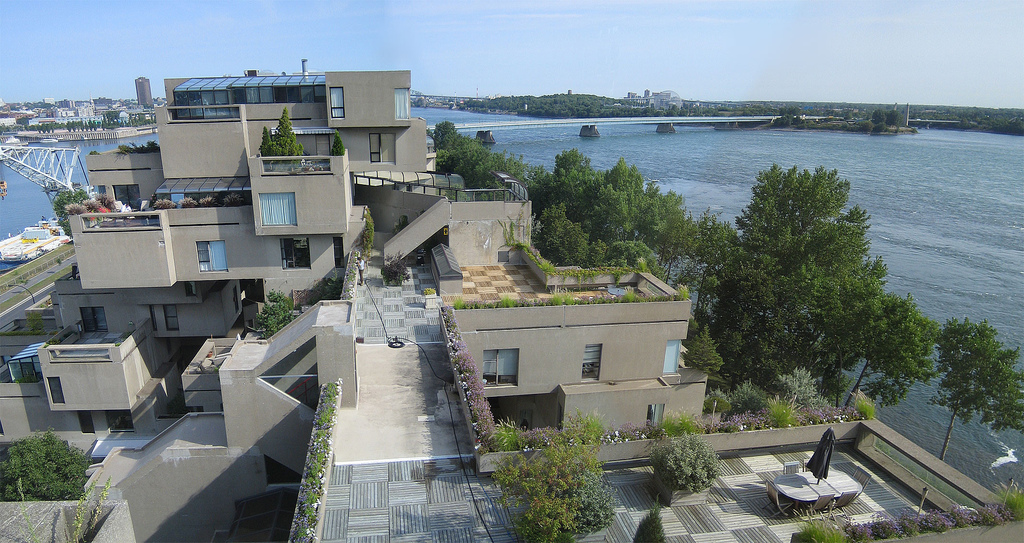
Habitat 67
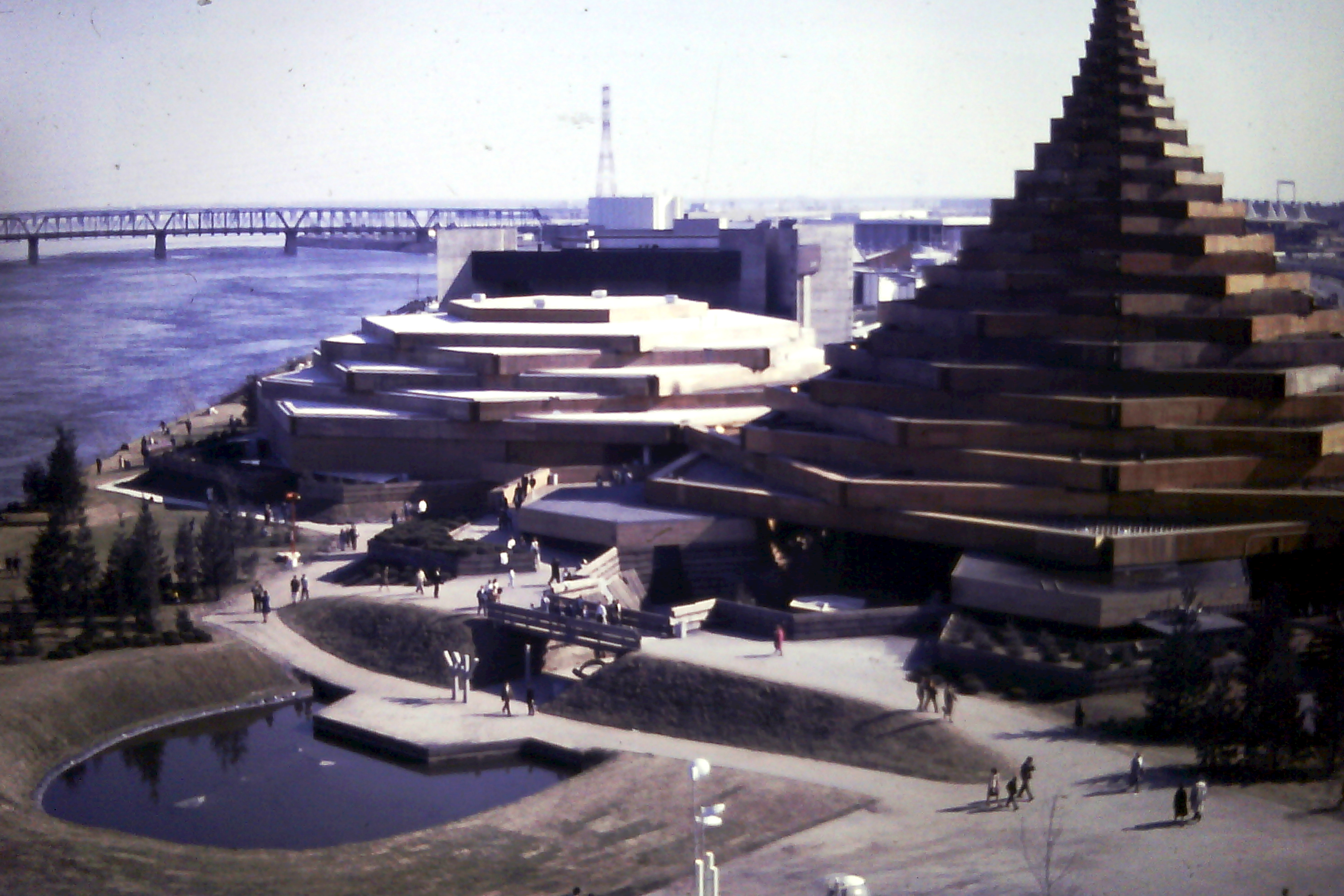
Thema paviljoen mens in de stad
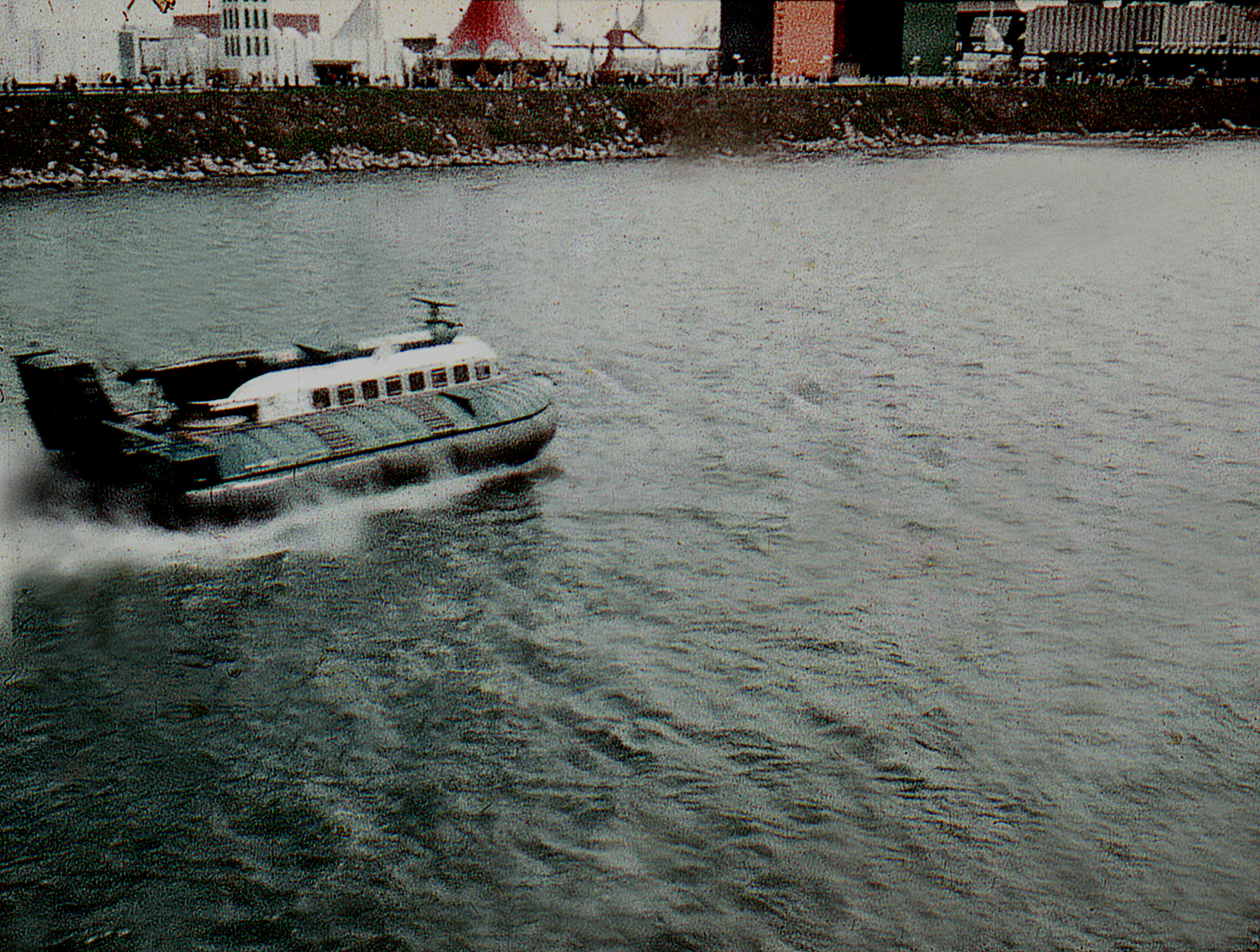
Aeroglisseur
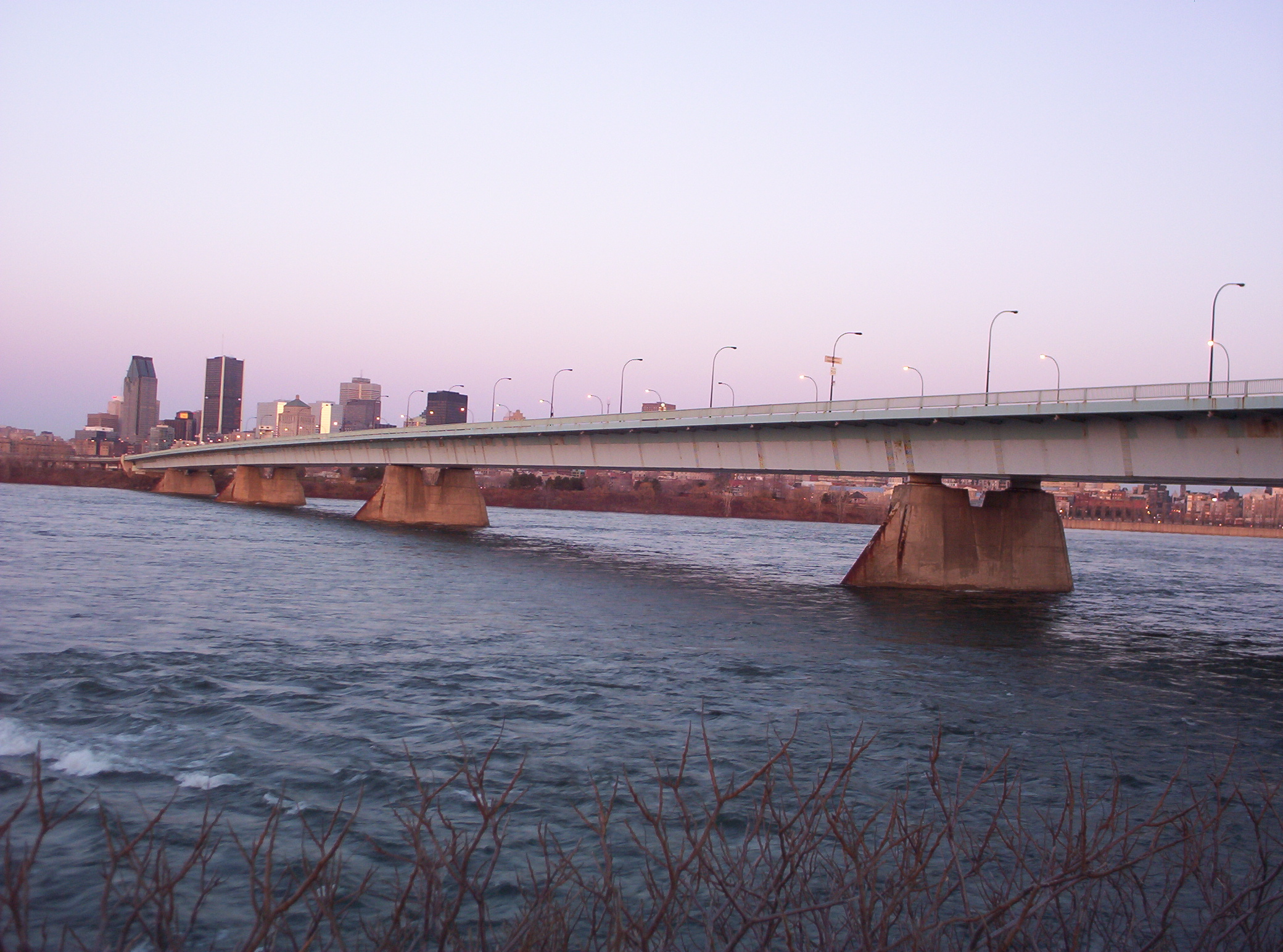
Concordiabrug

### Place des Nations
De paviljoens bij de Place des Nations kregen de nummers 3xx. In dit deel lagen het Amerikaanse paviljoen en individuele paviljoens van de staten New York, Vermont en Maine. Nederland, België, Zwitserland, Oostenrijk, Iran, Korea, Taiwan en Japan hadden hier een eigen paviljoen terwijl de Scandinavische landen zich hier met een gemeenschappelijk paviljoen presenteerden.

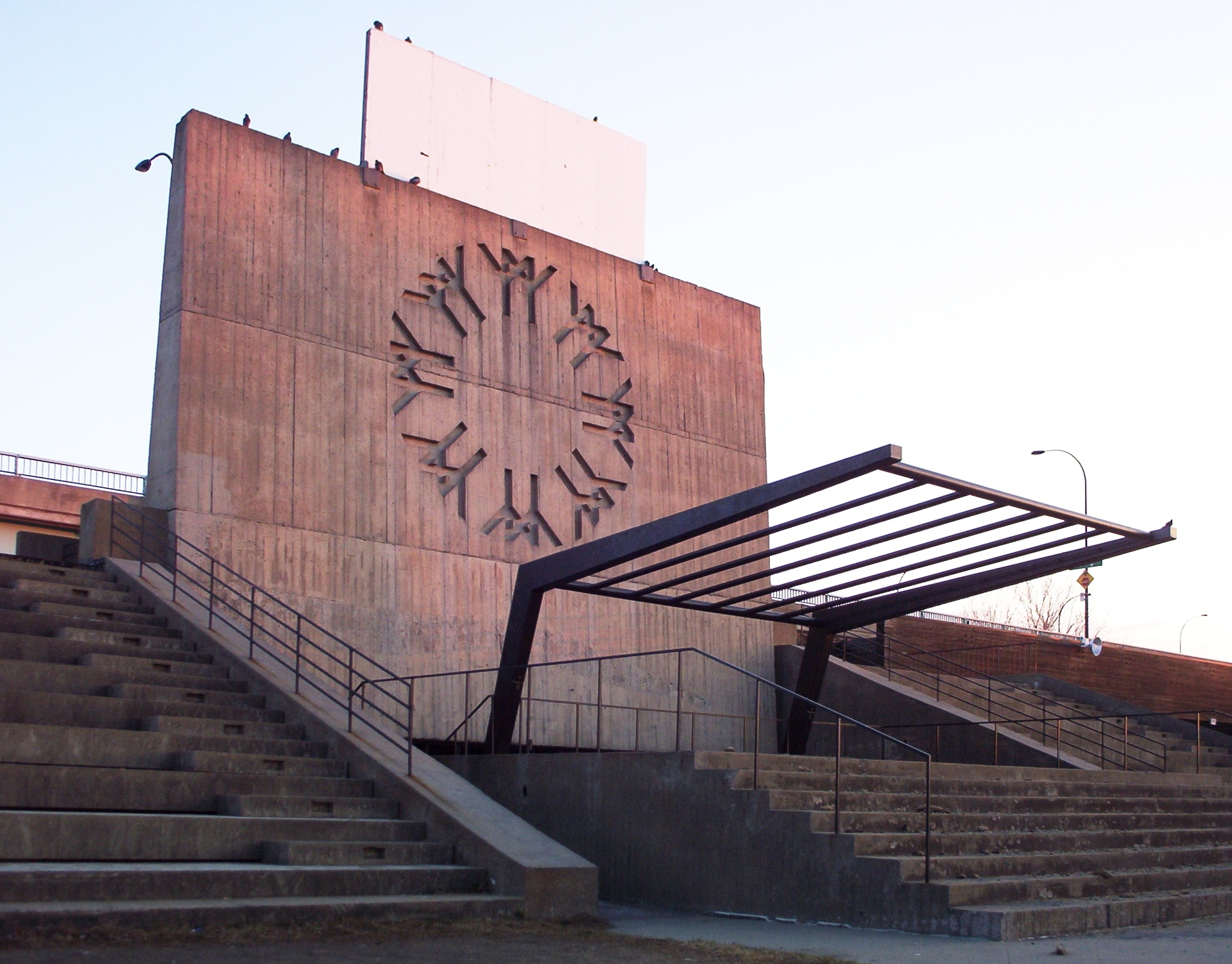
Place des nations
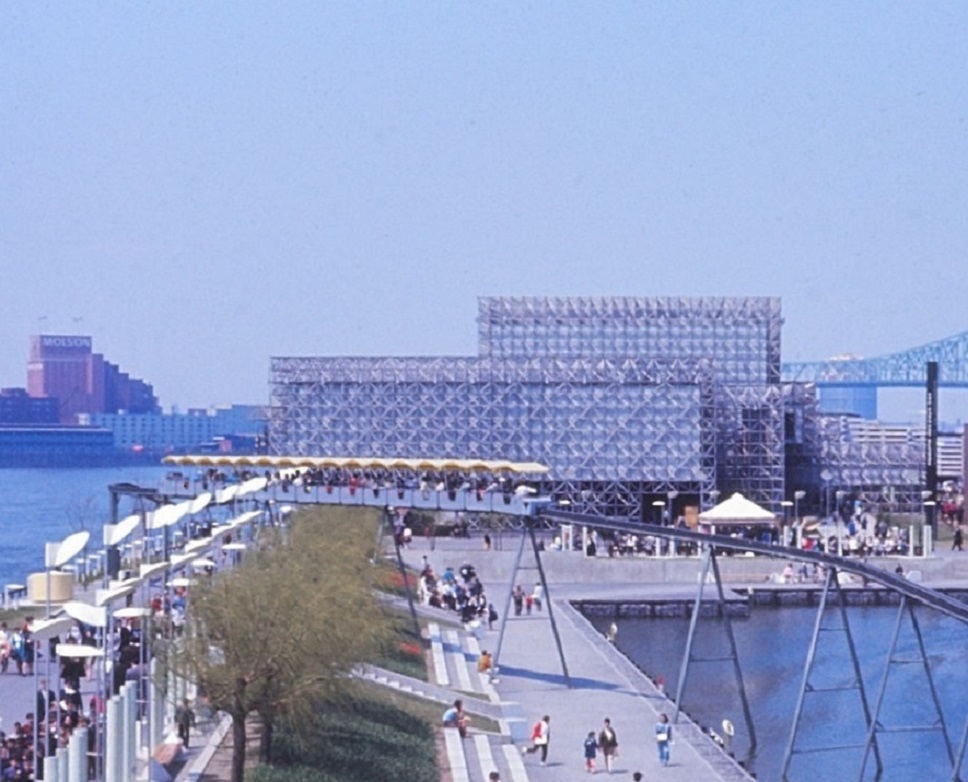
Paviljoen van Nederland
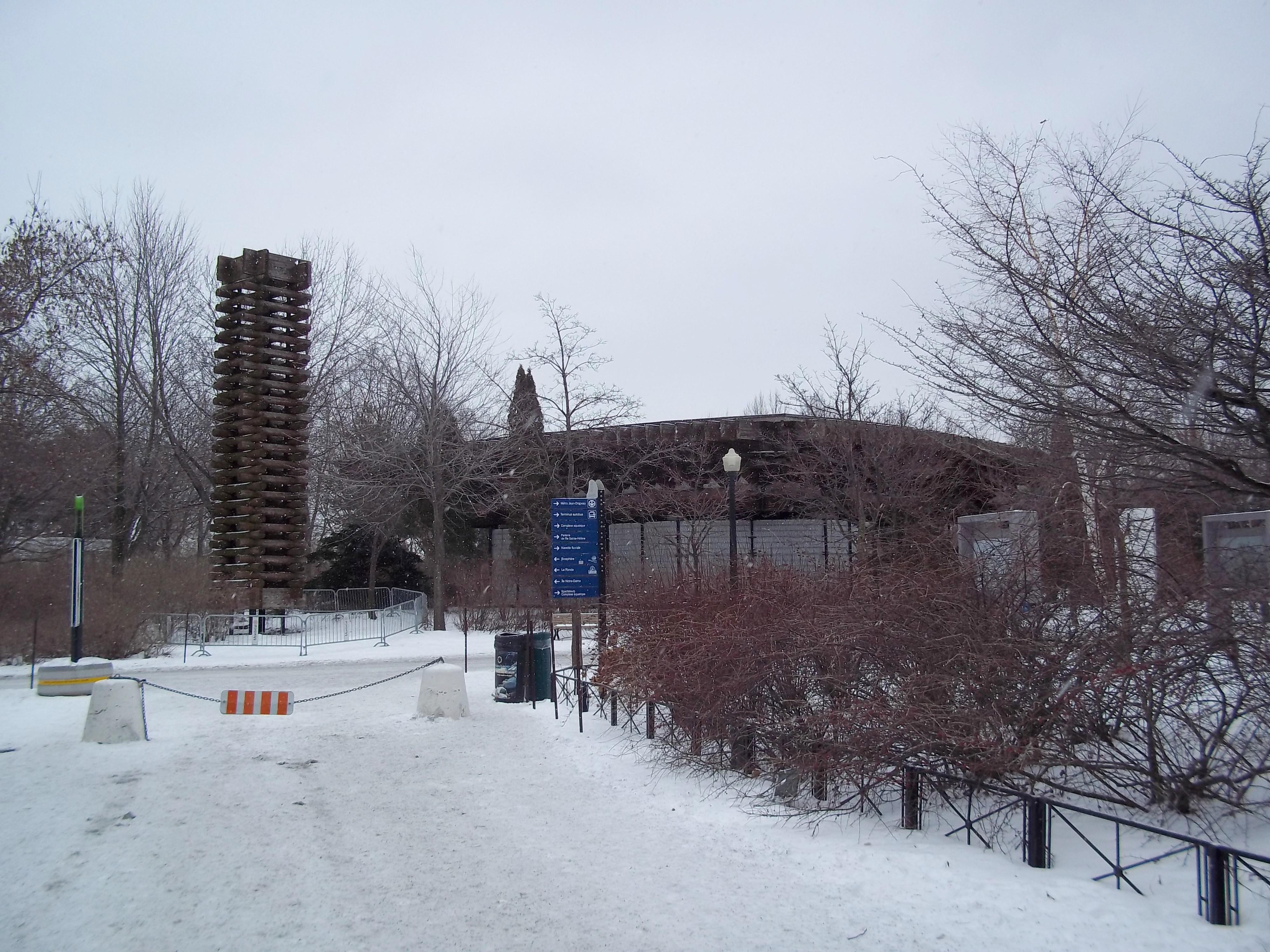
Paviljoen van Korea
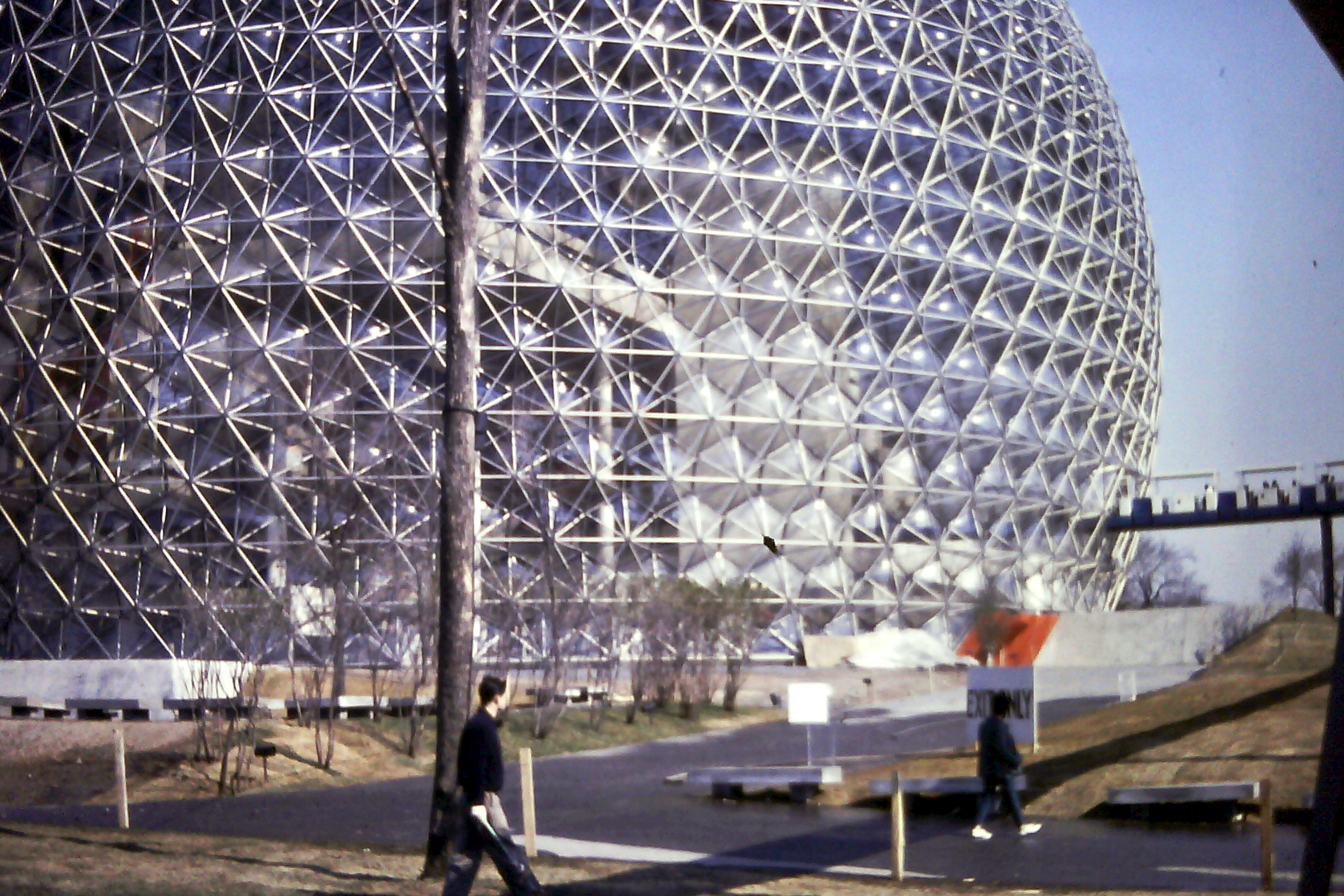
Paviljoen van de Verenigde Staten
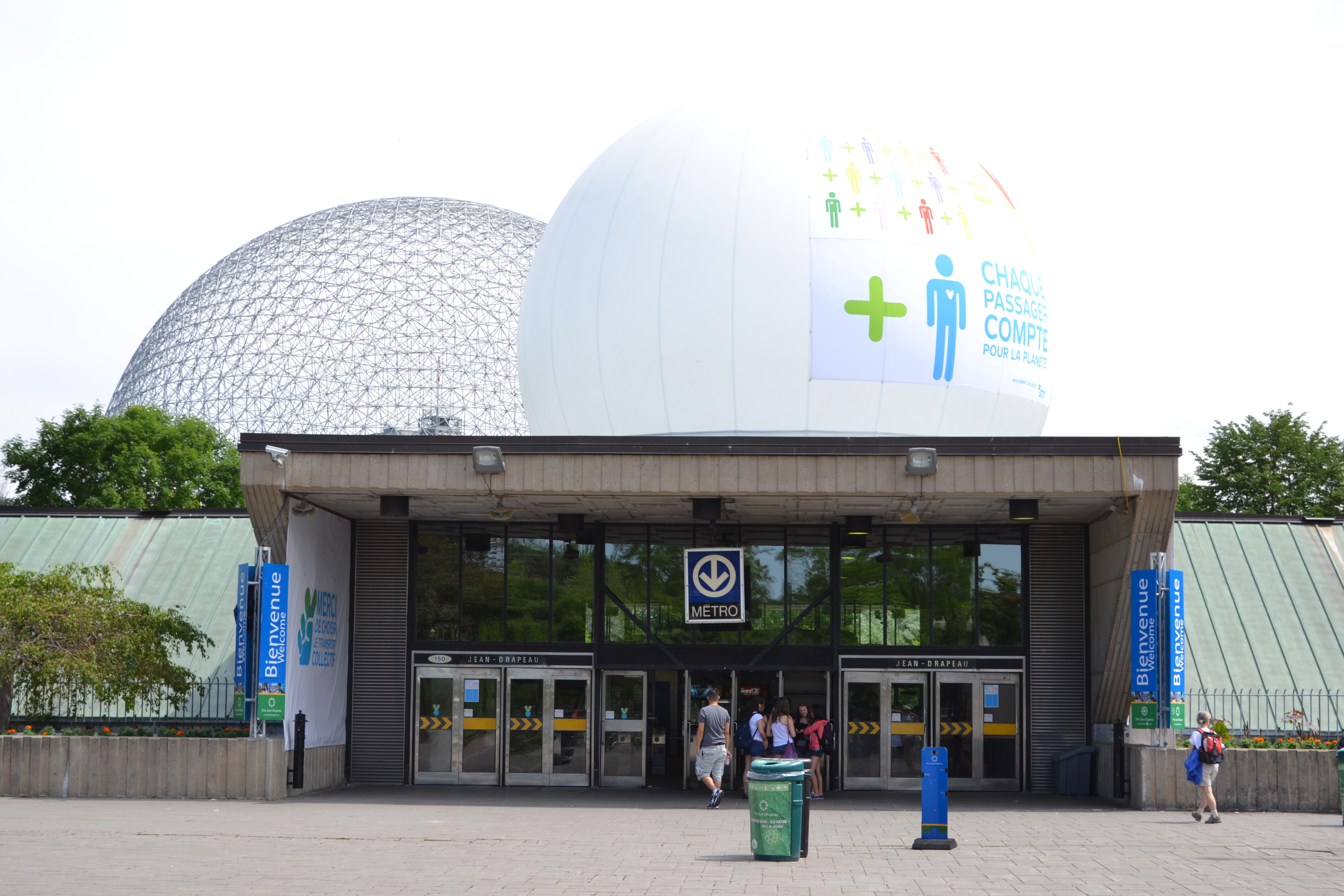
Station Jean-Drapeau (Métro de Montréal)

### Île Notre Dame
De paviljoens in dit deel kregen de nummers 4xx. Het zuidelijkste deel werd hier ingenomen door het Canadese paviljoen en die van de verschillende Canadese provincies. Het Verenigd Koninkrijk en Frankrijk waren de andere grote paviljoens ten zuiden van de Expo Express. Verder waren hier de paviljoens van Israël, Joegoslavië, Griekenland, de Verenigde Naties en een aantal kleinere landen te vinden. Het thema paviljoen De producerende mens en het Duitse paviljoen stonden naast het station. De paviljoens van de Europese Gemeenschap en Australië flankeerden deze twee aan de noordkant. Het noordelijke deel van het eiland werd ingenomen door de inzendingen uit Zuid-Amerika, Afrika en de Tweede Wereld. Een van de populairste paviljoens was dat van de Sovjet-Unie. Dit trok 13 miljoen bezoekers. Andere populaire paviljoens waren die van Canada (11 miljoen bezoekers), de Verenigde Staten (9 miljoen), Frankrijk (8,5 miljoen), en Tsjecho-Slowakije (8 miljoen).
Helemaal op de noordpunt van het eiland waren paviljoens van diverse sectoren van de Canadese economie en als noordelijkste een terrein voor landbouw. Het landbouw deel heeft na afloop van de Expo een eigen halte van de Expo Express gekregen. De oostrand is ten behoeve van de Olympische Zomerspelen 1976 omgebouwd tot roeibaan. In 1977 is op het eiland het Formule 1 Circuit Gilles Villeneuve aangelegd waar sinds 1978 de Grand Prix van Canada wordt gehouden. In 1980 werden op het middenterrein een aantal tuinen aangelegd ter gelegenheid van de Floralies Internationales de Montréal.

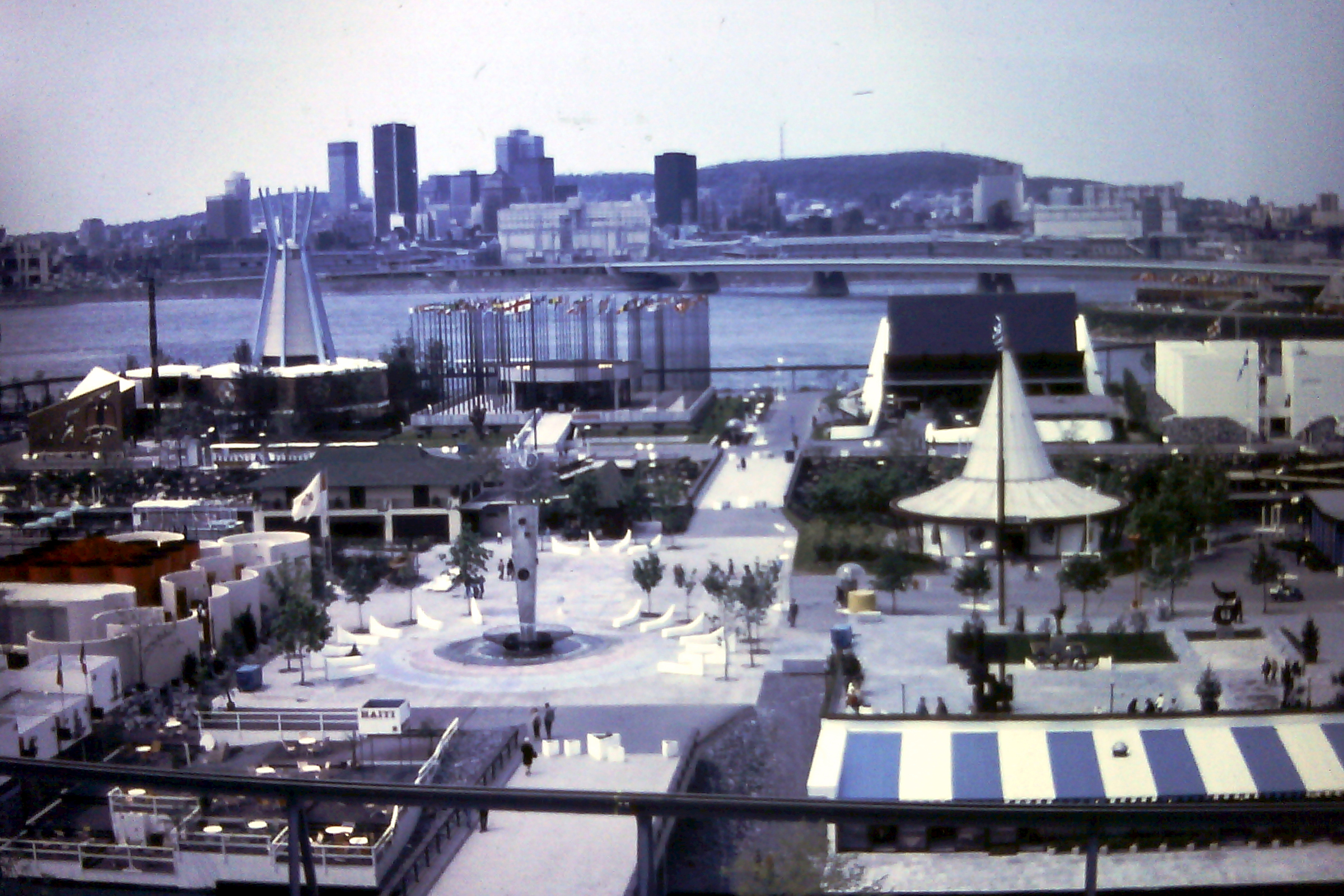
Uitzicht vanaf het Franse Paviljoen richting de stad
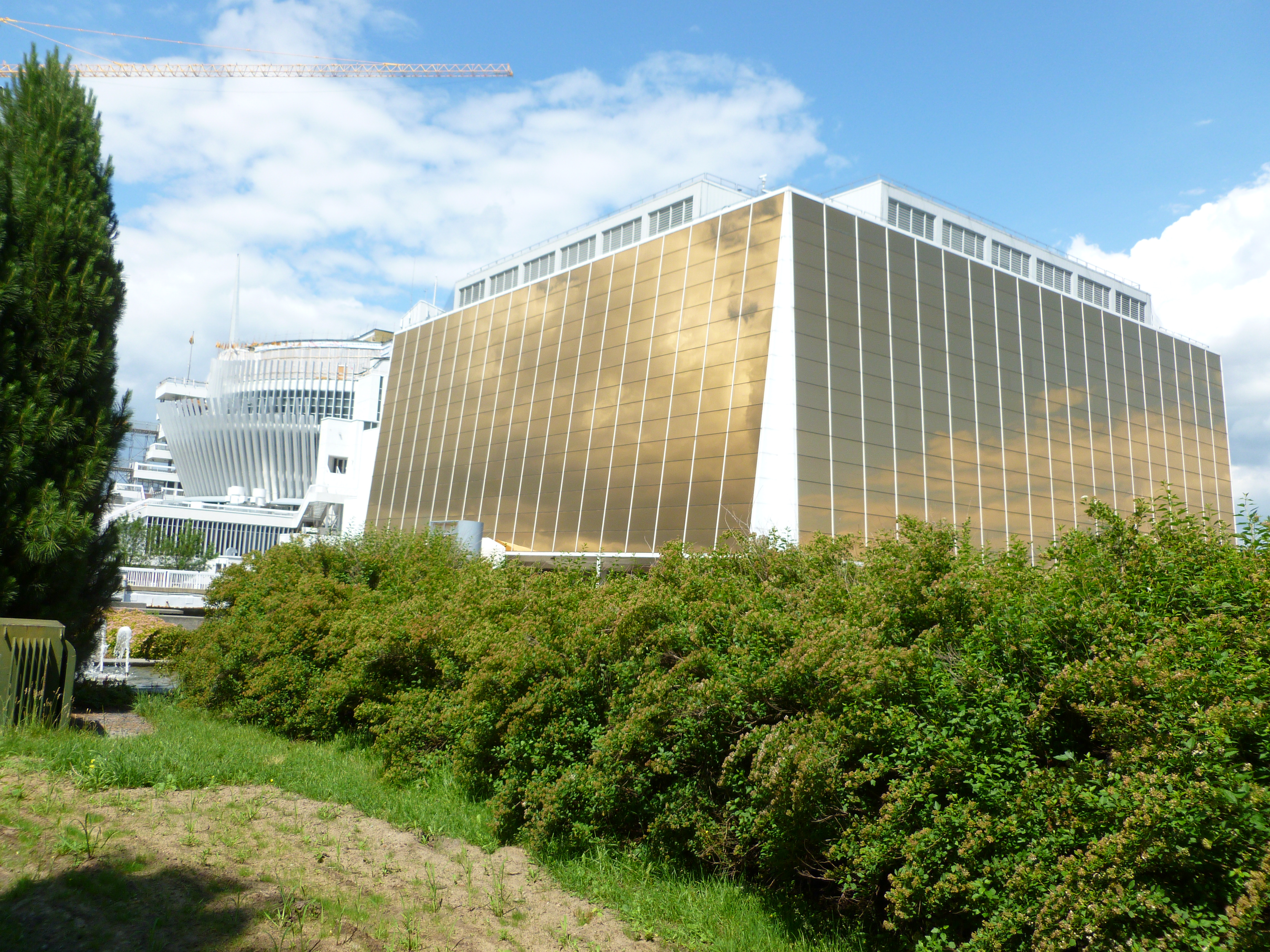
Paviljoen van Québec
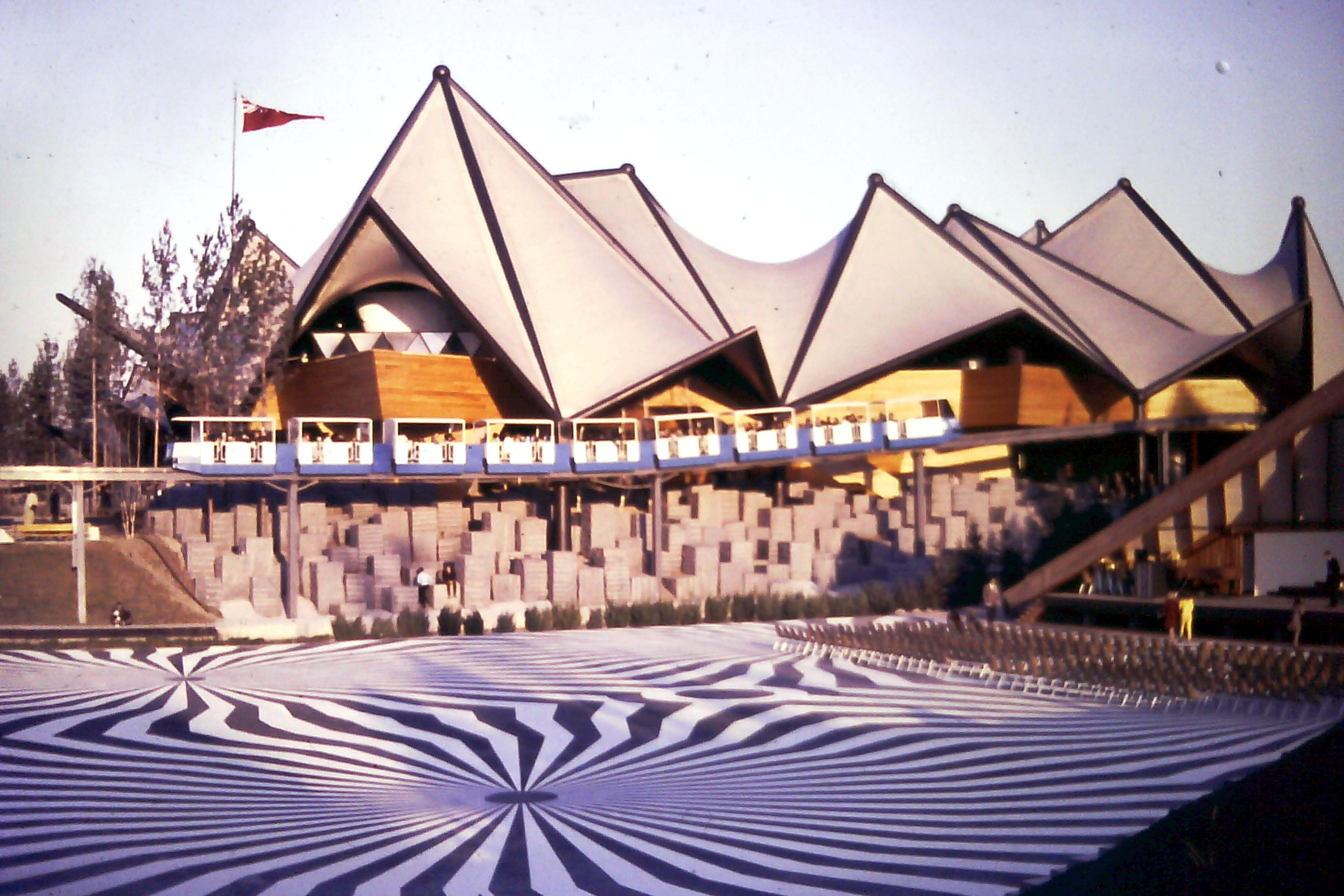
Paviljoen van Ontario
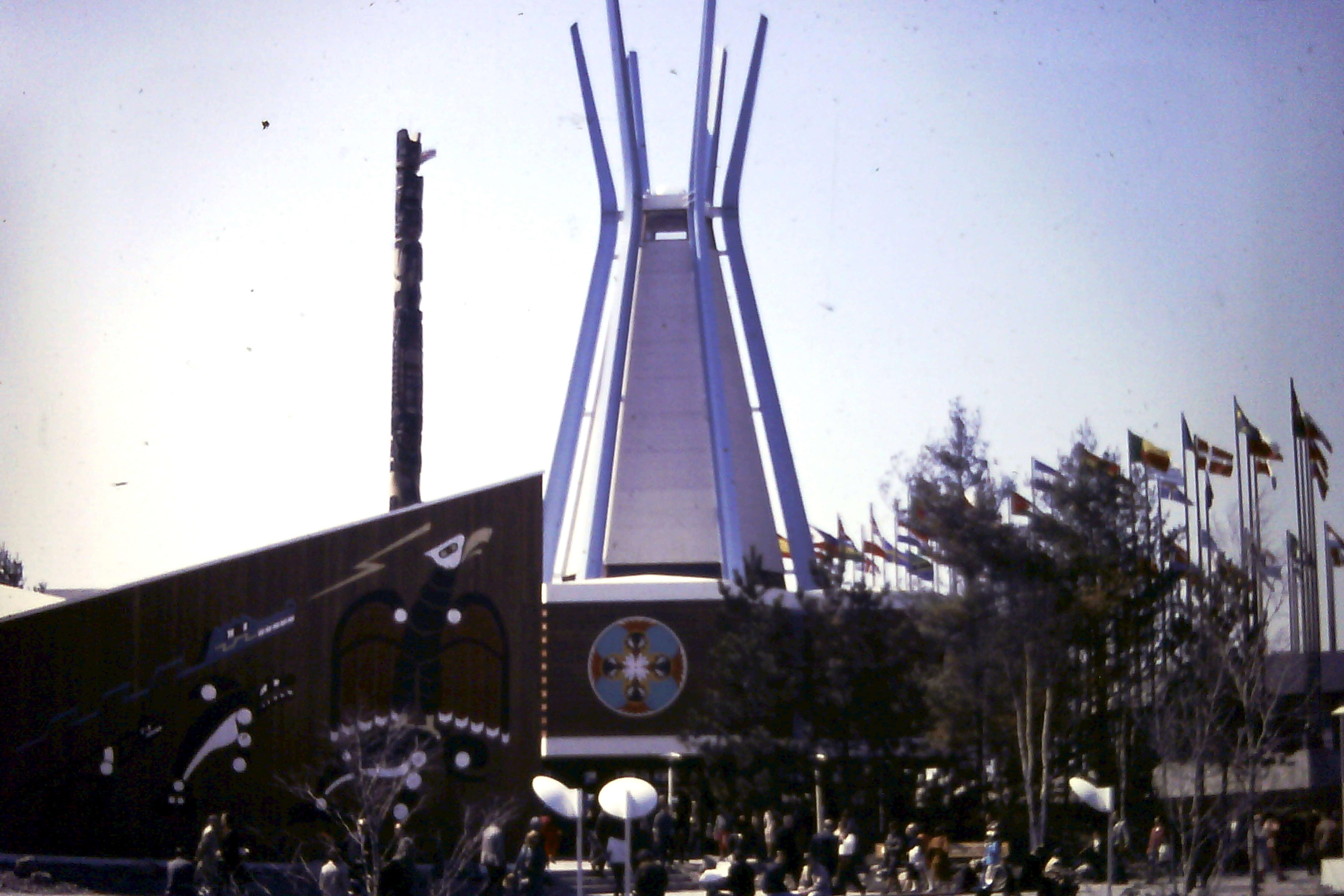
Paviljoen van Canadese indianen
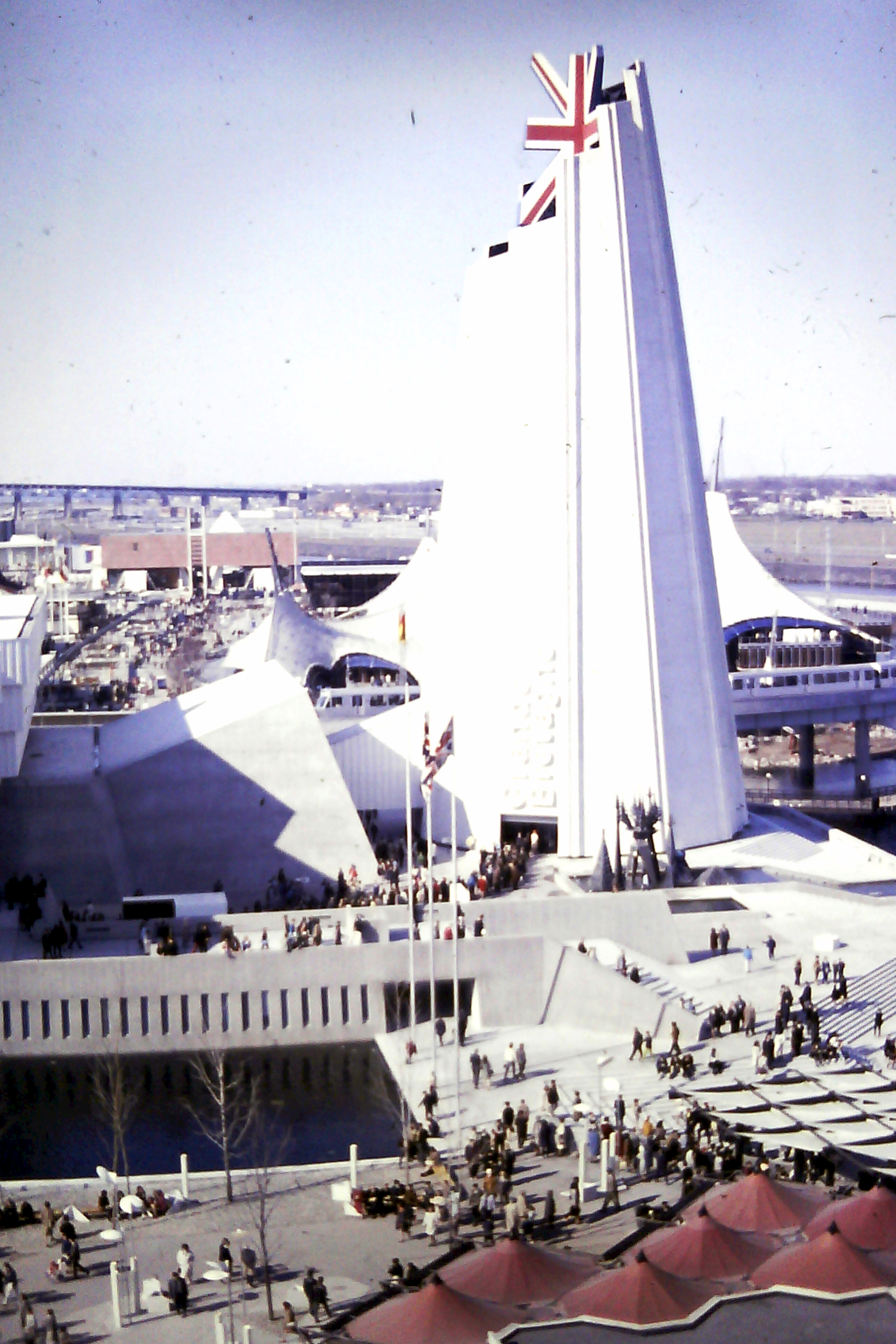
Paviljoen van het Verenigd Koninkrijk
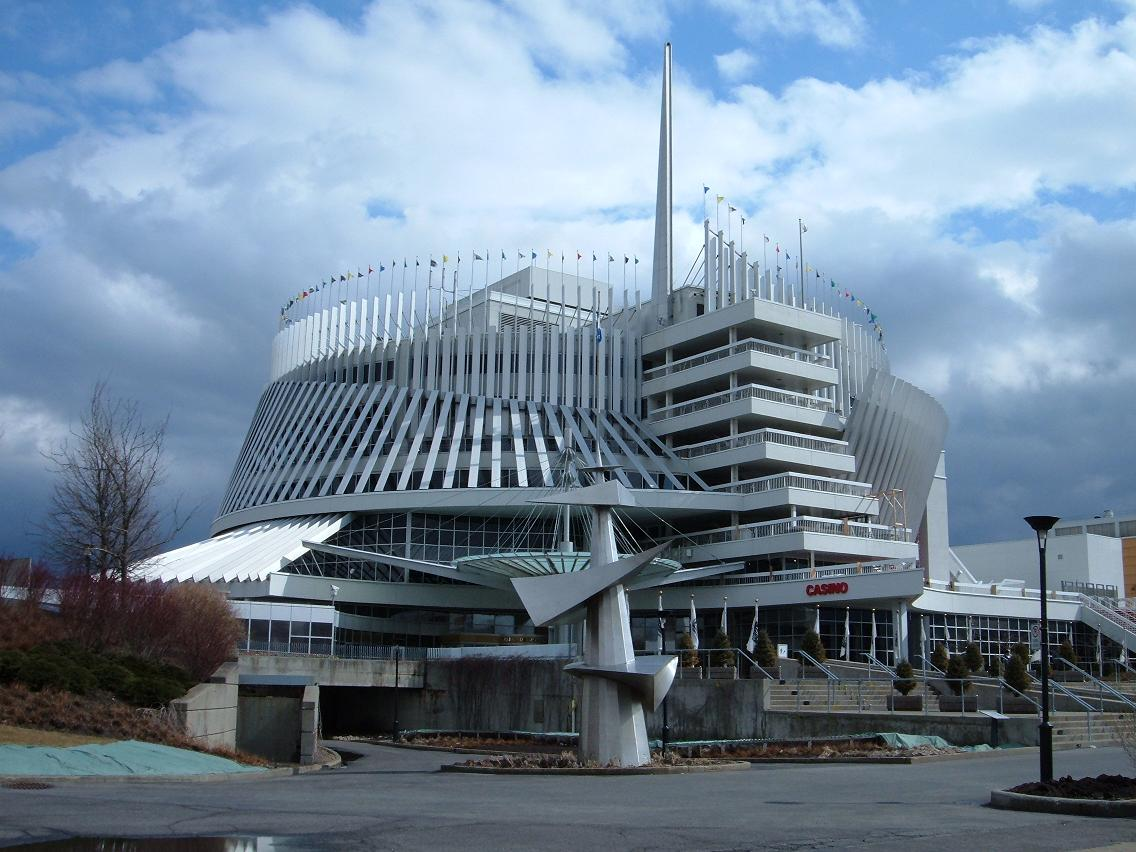
Paviljoen van Frankrijk
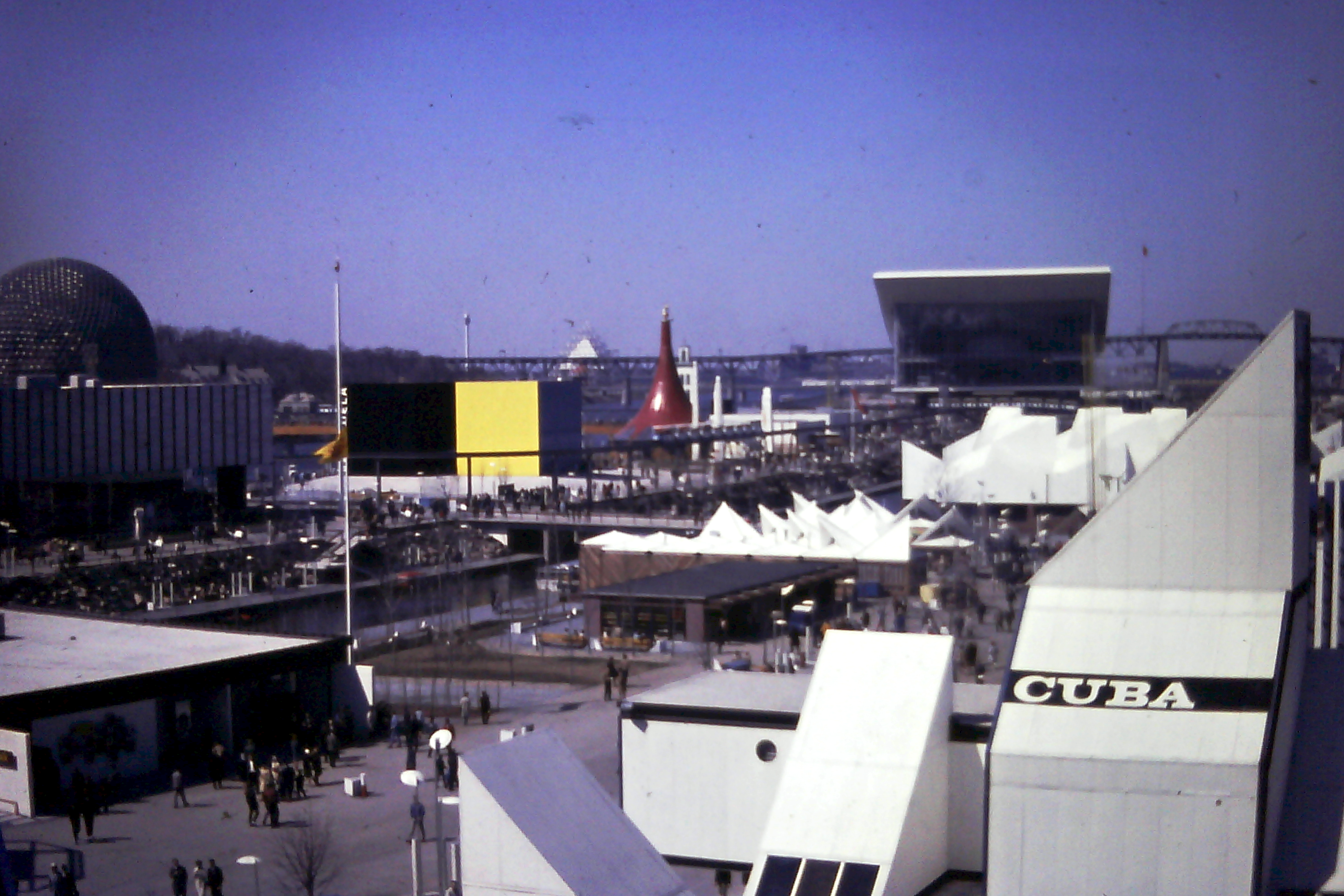
Paviljoen van Cuba
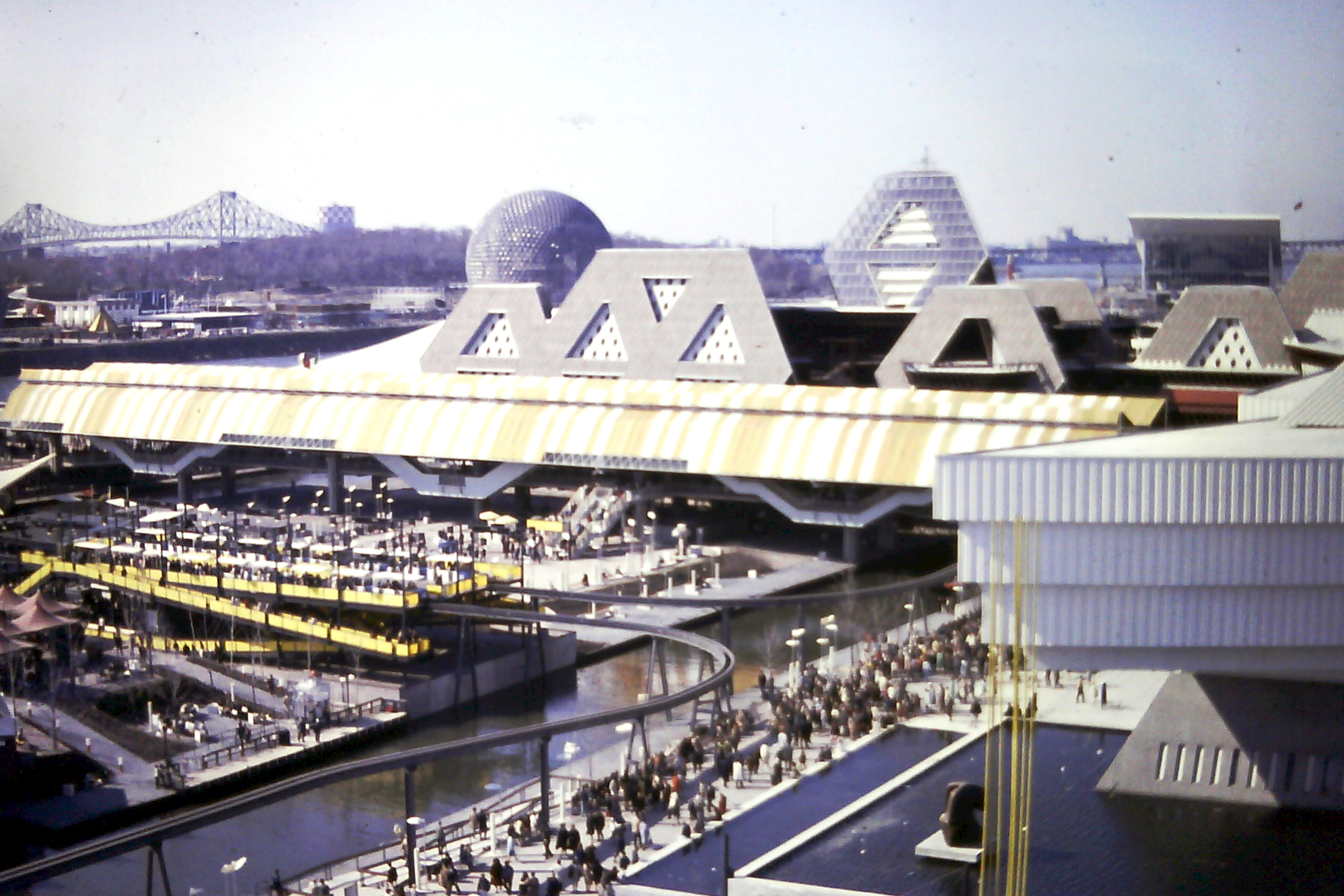
Thema paviljoen de producerende mens
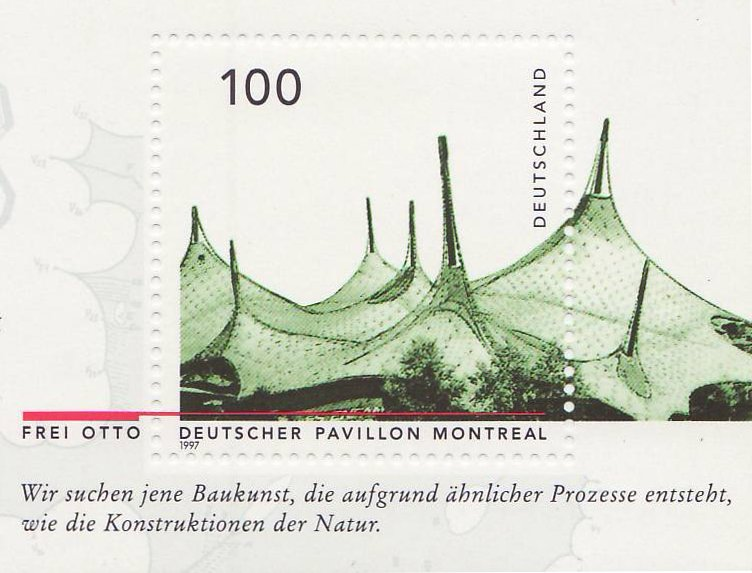
Het Duitse Paviljoen op een postzegel
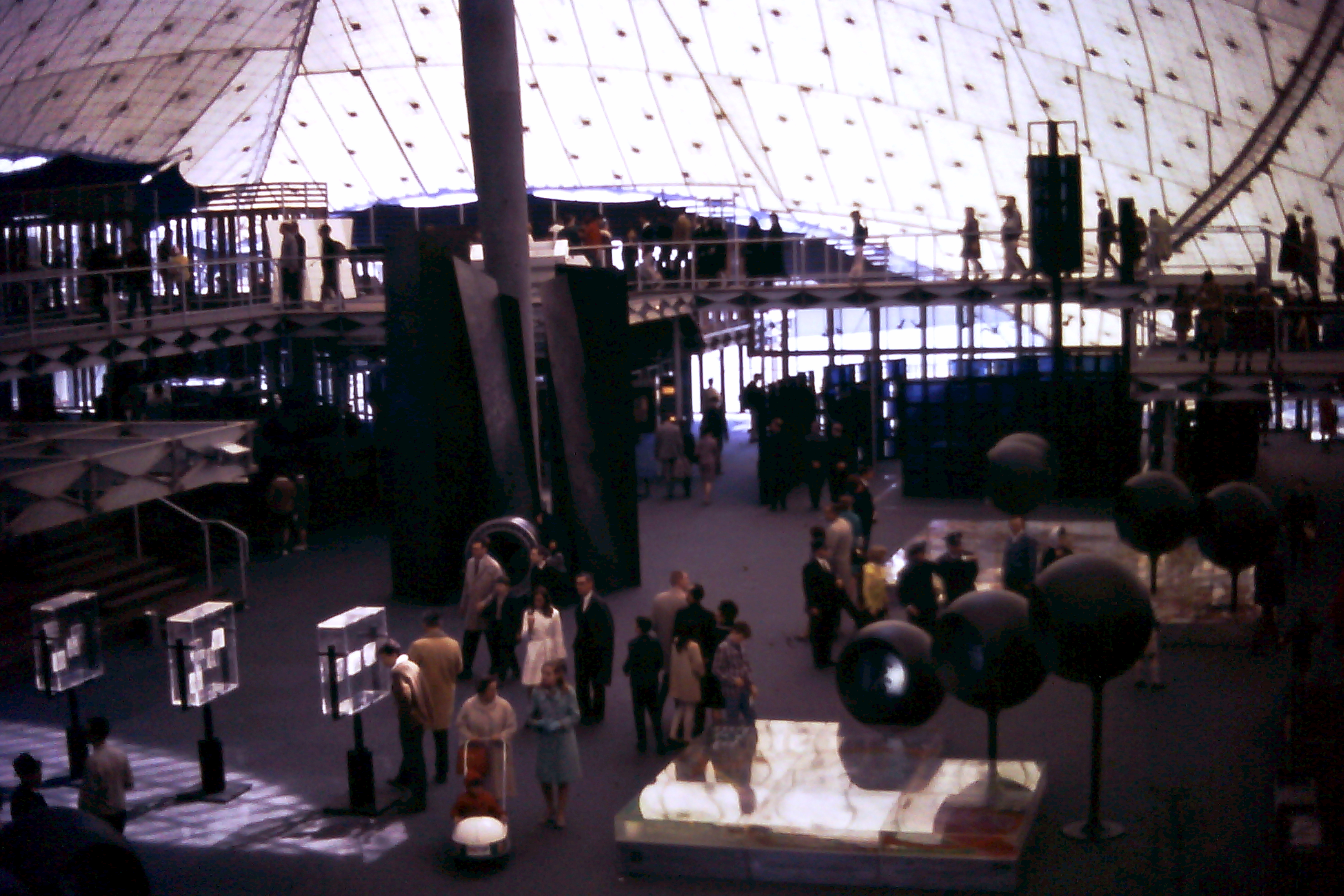
Interieur van het Duitse paviljoen
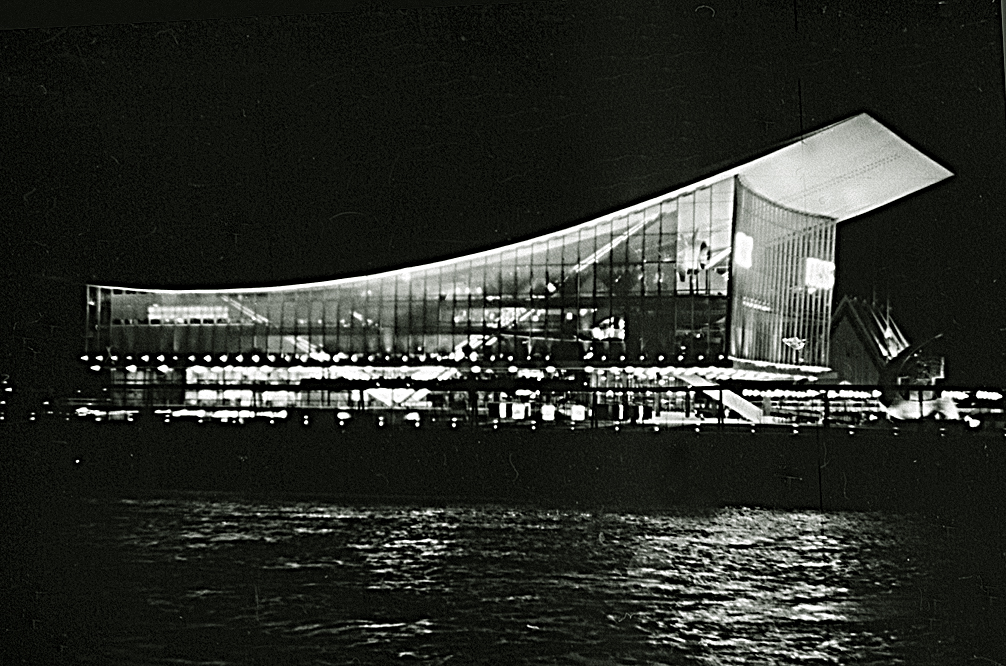
Paviljoen van de Sovjet Unie
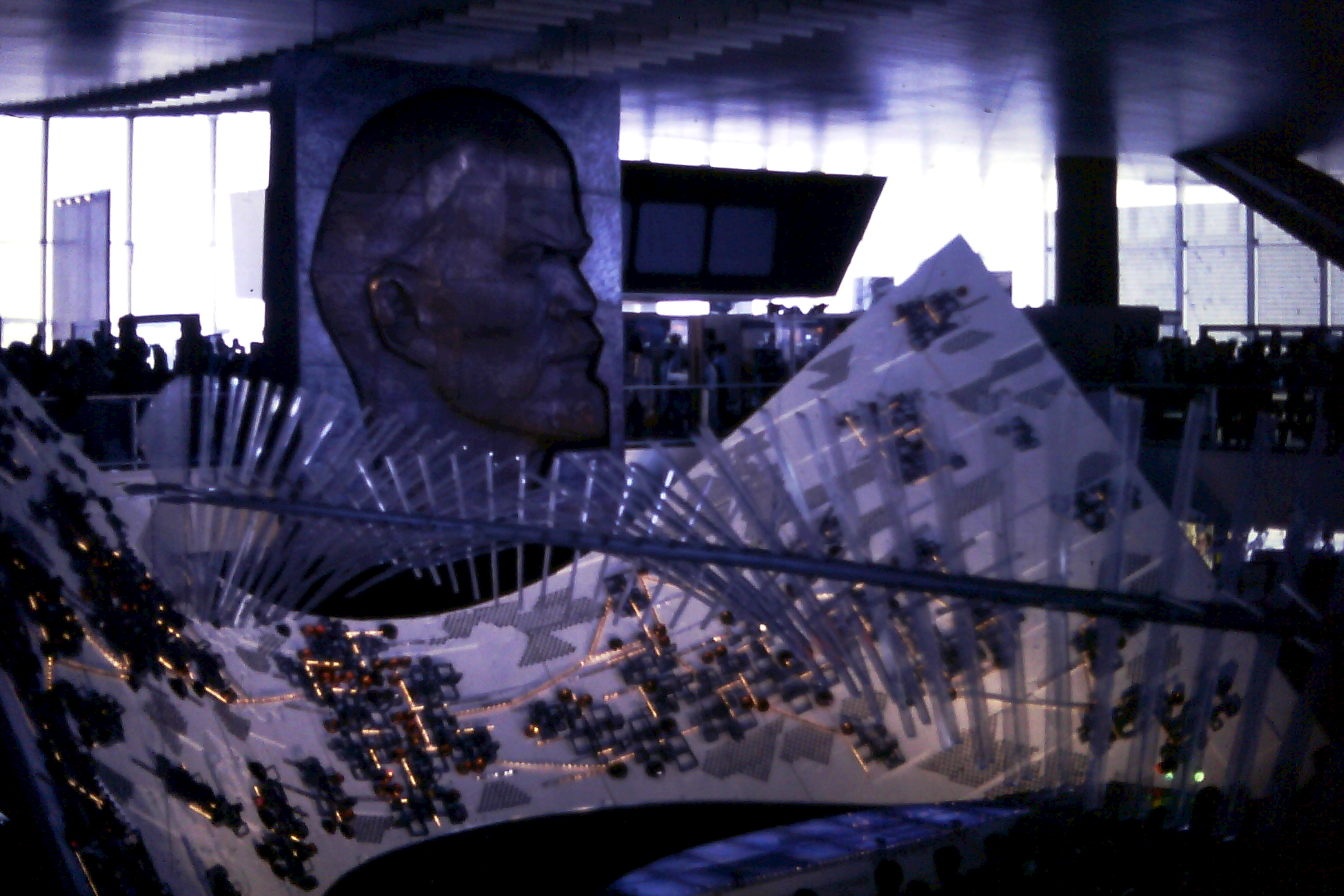
Interieur van het paviljoen van de Sovjet Unie

### La Ronde
De paviljoens in dit deel kregen de nummers 5xx. Het grootste deel van de gebouwen bestond hier uit attracties en was ook gebouwd met de bedoeling om na de Expo te blijven bestaan. Verder was hier de werkplaats en de remise van de Expo Express gevestigd. Het aanvankelijke plan voor een 325 meter hoge uitzichttoren ter ere van het 325-jarig bestaan van Montréal is niet doorgegaan. Het ontwerp van de toren diende als inspiratie voor de toren van het Olympisch stadion in Montréal.

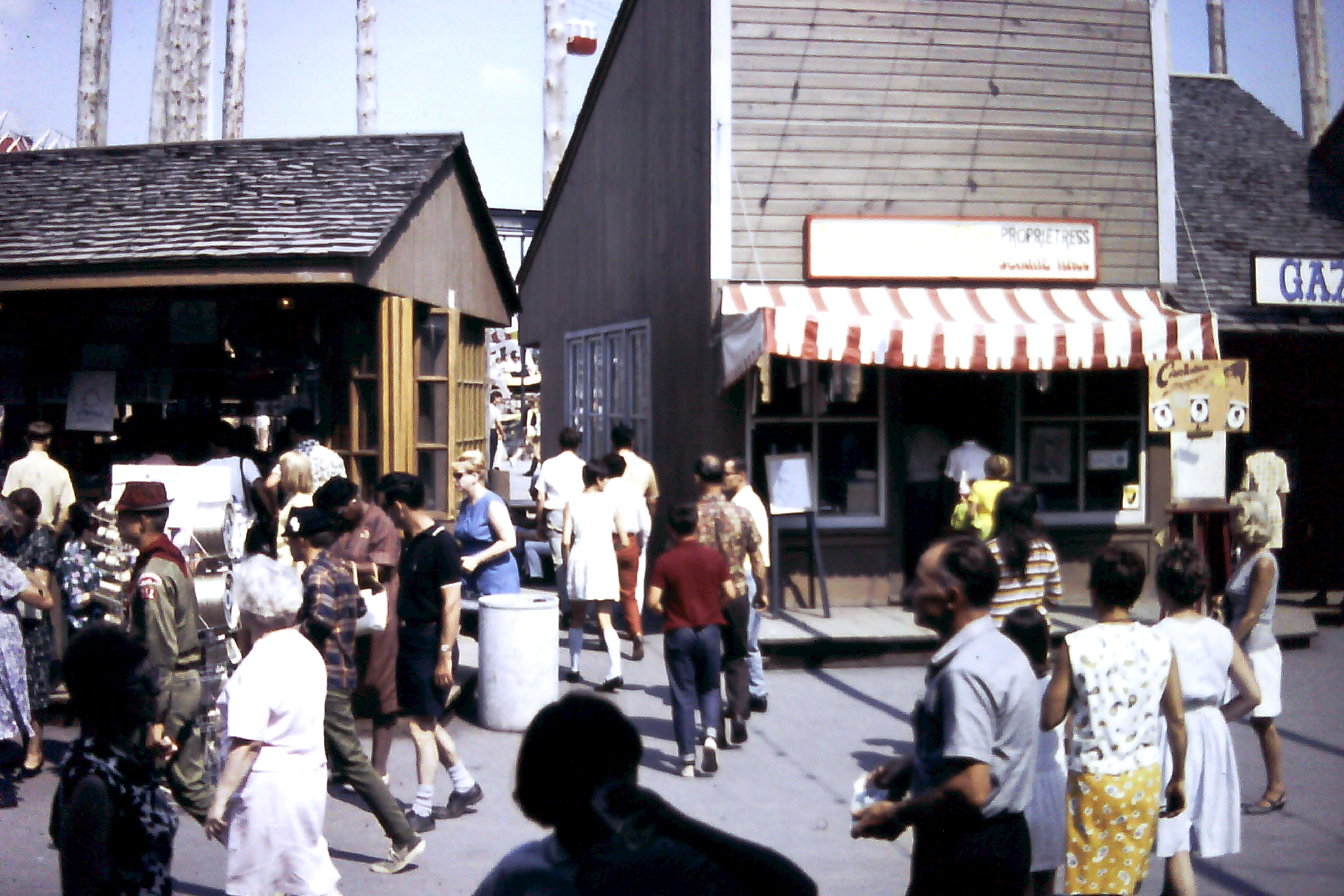
Pretpark La Ronde

## Nasleep

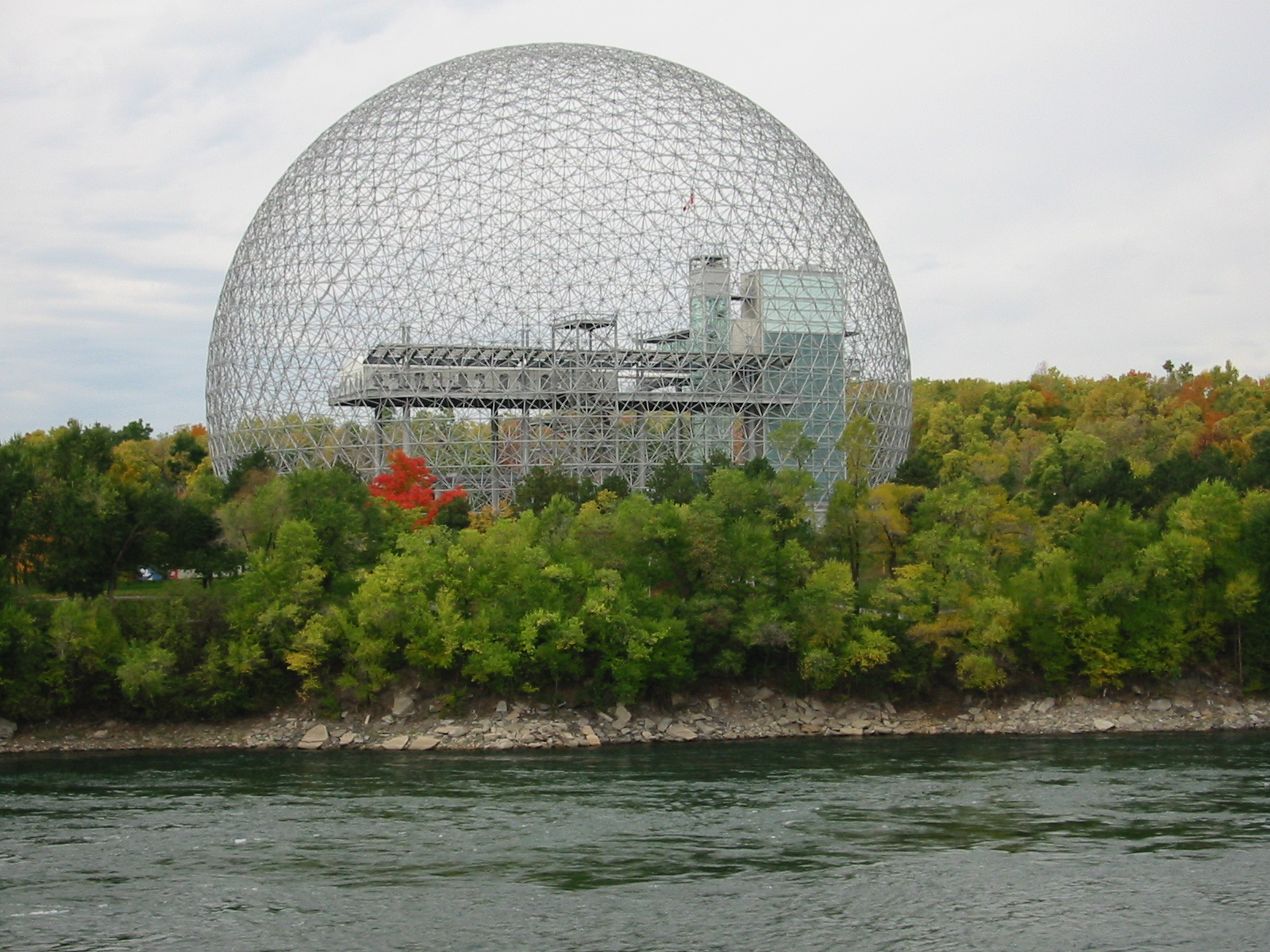
Biosphere, het Amerikaanse paviljoen, vandaag de dag

Na afloop van de tentoonstelling werden het grondgebied en de paviljoens omgedoopt tot een nieuwe tentoonstelling genaamd Man and His World. Deze was van 1968 tot 1981 open tijdens de zomermaanden. Daarna werden de gebouwen, die al veel langer stonden dan oorspronkelijk gepland was tijdens de bouw, ontmanteld.
Vandaag de dag wordt het eiland waar de tentoonstelling plaatsvond vooral als park gebruikt. Slechts een paar gebouwen staan nog overeind. Een van de eilanden wordt nu gebruikt als een pretpark, La Ronde